# Utricularia cochleata
Utricularia cochleata este o specie de plante carnivore din genul Utricularia, familia Lentibulariaceae, ordinul Lamiales, descrisă de C.P.Bove. Conform Catalogue of Life specia Utricularia cochleata nu are subspecii cunoscute.